# Smak słodki

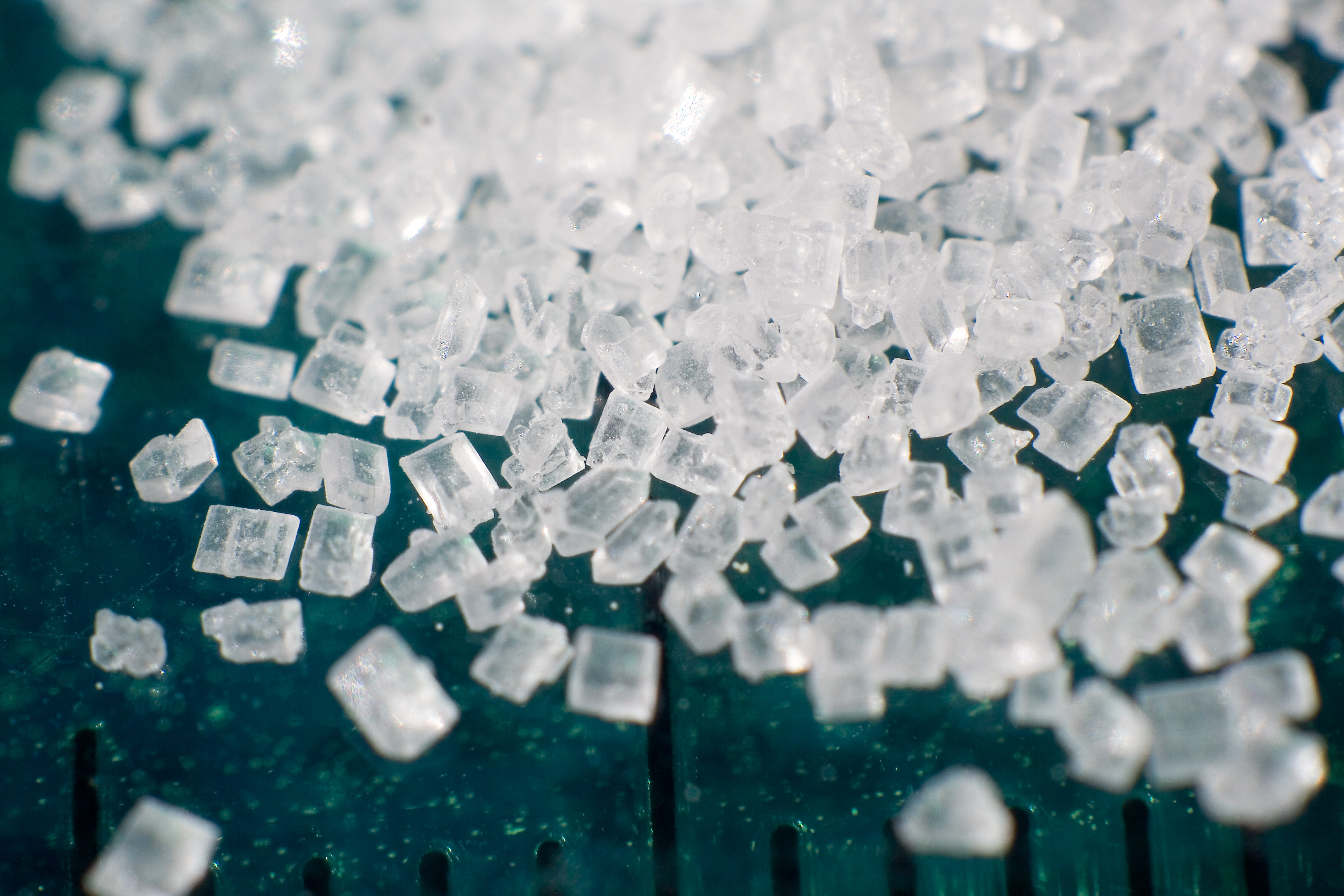
Makrofotografia cukru

Smak słodki – jeden z pięciu podstawowych smaków. Smak słodki jest powszechnie uznawany za przyjemny. Zazwyczaj kojarzy się z nim jedzenie bogate w proste węglowodany, mimo że istnieją inne, zarówno naturalne, jak i sztuczne, składniki które są równie słodkie już przy dużo niższych stężeniach, co pozwala na używanie ich jako nisko-kalorycznych substytutów cukru. Cukier może zastąpić m.in. sacharyna, aspartam, ksylitol czy acesulfam K. Niektóre związki, choć same w sobie nie są słodkie, poprawiają percepcję tego smaku.
Badania chemosensoryczne wykrywania smaku rozpoczęły się stosunkowo niedawno. Wielopunktowa teoria połączeń jest najnowszym teoretycznym modelem odczuwania smaku słodkiego. Zakłada ona istnienie wielu połączeń między receptorem a substancją. Treść pokarmowa o smaku słodkim stymuluje produkcję endorfin i serotonin wytwarzających pozytywne skojarzenia.
Studia wykazują, że reakcja na słodkość występuje u najprostszych organizmów – wskazuje na to zjawisko chemotaksji na przykład u bakterii roślin motylkowych takich jak E. coli. Nowo narodzone niemowlęta również preferują wysokie stężenia cukru i wybierają roztwory, które są słodsze od laktozy, cukru występującego w mleku z piersi. Słodycz jest stosunkowo trudno wykrywalna: 1 cząstka na 200 zapewnia wykrycie, w porównaniu do 1 : 2000000 cząstek w przypadku smaku gorzkiego.
Smak słodki wykazuje większość warzyw i owoców, niektóre gatunki mięsa oraz kasze.